# Turn
Turn (i USA även känd som Turn: Washington's Spies) är en amerikansk historisk, krigs- och dramaserie från 2014 skapad av Craig Silverstein. Första säsongen bestod av 10 avsnitt. I USA har serien visats under fyra säsonger med vardera tio avsnitt. Serien hade premiär den 6 april 2014 och sista avsnittet visades den 12 augusti 2017. I Sverige kommer serien att visas på Viaplay med start 5 juni 2023. Serien är baserad på Alexander Roses bok Washington’s Spies: The Story of America’s First Spy Ring.

## Handling
Serien utspelar sig mellan 1776 och 1781 och kretsar kring Abraham Woodhull (Jamie Bell), en bonde från Long Island, New York som tillsammans med sina barndomsvänner sätter ihop en spionring, som kämpar för USA:s självständighet.

## Rollista (i urval)
- Jamie Bell – Abraham Woodhull
- Seth Numrich – Benjamin Tallmadge
- Daniel Henshall – Caleb Brewster
- Heather Lind – Anna Strong
- Meegan Warner – Mary Woodhull
- Burn Gorman – Edmund Hewlett
- Samuel Roukin – John Graves Simcoe
- Kevin McNally – domare Richard Woodhull
- Angus Macfadyen – Robert Rogers
- JJ Feild – John André
- Ksenia Solo – Peggy Shippen
- Ian Kahn – George Washington
- Owain Yeoman – Benedict Arnold
- Nick Westrate – Robert Townsend
- Aldis Hodge – Jordan
- Taylor Roberts – Rachel Clark
- Stephen Root – Nathaniel Sackett
- John Billingsley – Samuel Townsend
- Ralph Brown – Henry Clinton
- John Carroll Lynch – James Rivington